# Озеро Бонні (Антарктида)
77°43′00″ пд. ш. 162°25′00″ сх. д. / 77.71667° пд. ш. 162.41667° сх. д.
Озеро Бонні (Бонней, англ. Lake Bonney) — безстічне підлідне солоне озеро в Антарктиді, в західному краю долини Тейлор під поверхнею Сухих долин Мак-Мердо на Землі Вікторії на захід від затоки Мак-Мердо. Покрито цілий рік постійною льодовиковою шапкою потужністю близько 4 м і живиться льодовиковими водами. Загальна мінералізація води в озері розподілена вертикально на три шари. Температура води в покритому льодом озері Бонні становить максимум 7,5 ° C на глибині 13 м і мінімум -2,5 ° C на дні на глибині 32 м. Концентрація розчиненої солі збільшується з глибиною — солена вода виявляється біля дна, прісна — У поверхні. Має надзвичайно солону консистенцію. Тип вод — хлор-кальцієвий.
Озеро Бонні сполучається з одним із двох великих підземних солоних басейнів на глибині до 350 метрів під долиною Тейлор. Вода, пробиваючись через товщу льоду льодовика Тейлор на крижану шапку озера Бонні створює Кривавий водоспад, який зобов'язаний своєю появою, імовірно, діяльності підземної колонії анаеробних бактерій, метаболізм яких заснований на переробці заліза і сірки.

## Інтернет-ресурси
- Daten über den See
- Satellitenbild mit ausführlicher Beschreibung (englisch)
- Der Bonneysee und der untere Taylor-Gletscher (Blick in Richtung der Beacon Heights)
- Space Daily, 22. April 2007